# Aeroport Internacional Taoyuan
L'Aeroport Internacional de Taiwan Taoyuan (codi IATA: TPE, codi OACI: RCTP) és un aeroport internacional que serveix a Taipei i al nord de la República de la Xina (Taiwan). Situat a uns 40 km a l'oest de Taipei, en el districte de Dayuan, Taoyuan, l'aeroport és el més gran de Taiwan. També era l'aeroport més concorregut de Taiwan abans de la pandèmia de COVID-19 que va afectar l'illa el 2020. Està operat per la Corporació de l'Aeroport Internacional de Taoyuan. En 2016, va ser classificat com el millor aeroport per la seva grandària a la regió d'Àsia-Pacífic pel Consell Internacional d'Aeroports.
L'aeroport va obrir les seves operacions comercials en 1979 amb el nom d'Aeroport Internacional Chiang Kai-shek i va ser rebatejat en 2006. És un important centre de transbord regional, centre de passatgers i porta d'entrada a destinacions a Àsia, i és un dels dos aeroports internacionals que serveixen a Taipei. L'altre, l'aeroport de Taipei Songshan, està situat dins dels límits de la ciutat i va ser l'únic aeroport internacional de Taipei fins a 1979. En l'actualitat, Songshan serveix principalment per a vols xàrter, vols intrainsulars i vols internacionals limitats.
En 2018, Taiwan Taoyuan va manejar un rècord de 46,5 milions de passatgers i 2,3 mil milions de kg de càrrega, la qual cosa ho converteix en l'onzè aeroport més ocupat a escala mundial pel trànsit internacional de passatgers, i el vuitè més ocupat en termes de trànsit de càrrega internacional en 2018. És el principal centre internacional de la China Airlines, EVA Air i Starlux Airlines. També és un centre d'operacions de Mandarin Airlines, Uni Air i Tigerair Taiwan.
L'aeroport compta actualment amb dues terminals, que estan connectades per dos curts transportadors de persones. La tercera terminal està en construcció, mentre que la quarta està previst. El MRT de l'aeroport de Taoyuan (xinès: 桃園機場捷運) connecta les terminals entre si de manera subterrània, i proporciona transport a la ciutat de Taipei.

## Estadístiques
See source Wikidata query and sources.